# تغروت (الواد)
تغروت هي إحدى مشيخات المملكة المغربية، تتبع جغرافيا لإقليم تطوان وإداريًا لالواد. يقدر عدد سكانها بـ 4974 نسمة حسب الإحصاء الرسمي للسكان والسكنى لسنة 2004.